# Slad

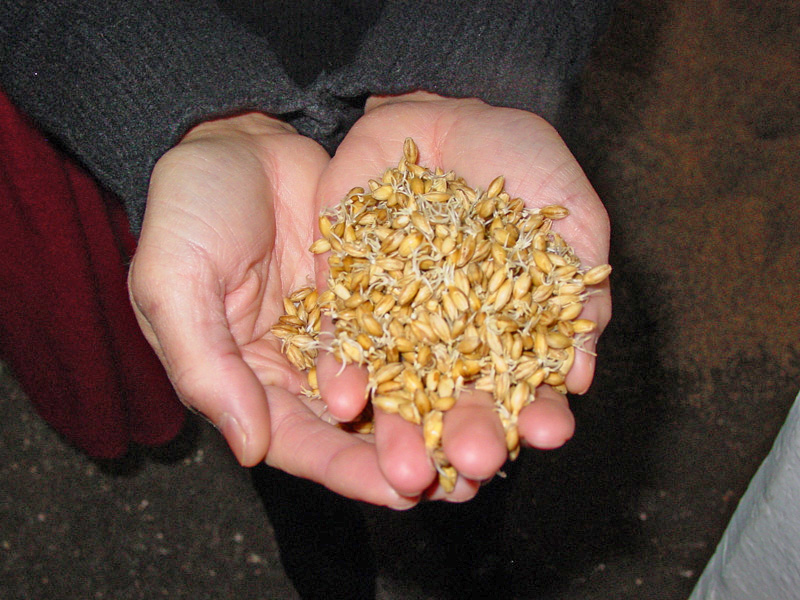
Sladový ječmen

Slad je název pro naklíčené a usušené obilné zrno, převážně se pro výrobu sladu používá ječmen, ale také pšenice či žito. Výroba sladu se nazývá sladování a věnují se jí sladovníci ve sladovnách. Slad je jedna ze základních surovin pro výrobu piva a whisky. Sladování se provádí proto, aby se rozštěpily v sladu uložené polysacharidy na jednoduché sacharidy vhodné ke kvašení.

## Sladování
Sladování je několikadenní proces probíhající ve sladovnách. Dnes se nejčastěji sladuje ve velkých poloautomatických sladovnách. Dříve byla sladovna v každém pivovaru.
Zrno se během sladování namáčí a nechá se klíčit. Cílem je uvolnění cukrotvorných (polysacharidy-rozkládajících) enzymů. Potom se suší a podle délky a teploty sušení je ovlivněna barva a další vlastnosti sladu.

## Zajímavosti
Po obracení vrstvy zrn (hromady) v různých stadiích klíčení se tato hromada zarovnávala (vidrovala) zvláštním druhem dřevěné lopaty, takzvanou vidrovačkou. Předcházelo se tím ztrátám z rozptýlených zrn. Tento nástroj je dodnes ve znaku sladoven a pivovarů.

## Druhy sladu
Rozdělení sladů podle barvy:
- světlý – neboli plzeňský slad s nejsvětlejší barvou určený převážně pro výrobu světlých piv plzeňského typu
- bavorský – takzvaně polotmavý slad určený pro mírné dobarvení světlých piv či k výrobě piv polotmavých a tmavých
- karamelový – velmi tmavý slad – dělí se dále na světlý a tmavý. U světlého je použita teplota sušení 120–130 °C, u tmavého 150–170 °C
- barevný – v podstatě pražený slad, který je přidáván jen pro tmavší barvu výsledného moku. Pražení probíhá při teplotách 210–220 °C. Tento slad neobsahuje žádné enzymy.

Speciální slady
- diastatický – při sušení (hvozdění) se používá teplota max 50 °C. Slad má vysokou enzymatickou účinnost a přidává se k sladům, jež obsahují enzymů málo.
- proteolitický – v ČR se v podstatě nevyrábí. Při jeho výrobě se slad kvasí za pomoci mléčné kultury. Slad zlepšuje kyselost a pěnivost výsledného piva.
- nakuřovaný – při hvozdění se používá při dosušování kouř z rašeliny – používá se k výrobě whisky a výjimečně piva (např. Rittmayer Smokey George). U sladu pro pivo se tradičně používá kouř z bukového dřeva.
- lihovarský – vyrábí se obdobně jako diastatický
- kyselý – lze použít pro snižování pH při výrobě piva. Kyselost dodává kyselina mléčná vzniklá během sladování.